# Oncideres pyrrothrix
Oncideres pyrrothrix là một loài bọ cánh cứng trong họ Cerambycidae.